# Internationale Allianz der Städte Sicherer Häfen
Die Internationale Allianz der Städte Sicherer Häfen (englisch „International Alliance of Safe Harbours“, IASH) ist ein informelles Netzwerk europäischer Städte in Kooperation mit dem zivilgesellschaftlichen Bündnis „From the Sea to the City“. Die IASH setzt sich für eine humanitärere Ausrichtung der europäischen Asylpolitik sowie mehr legale Migrationswege ein.
Neben zahlreichen nationalen Städtenetzwerken, die ähnliche Ziele auf nationalstaatlicher Ebene verfolgen, bildet die IASH ein europäisches Städtenetzwerk, das die europäische Asyl- und Migrationspolitik in den Fokus nimmt.

## Geschichte
Vom 25.–26. Juni 2021 trafen sich Vertreterinnen und Vertreter von Städten, Kommunen und Zivilgesellschaften auf der Konferenz „From the Sea to the City“ in Palermo, die als Gründungsmoment der Internationalen Allianz Sicherer Häfen gilt. Im Rahmen der Konferenz unterzeichneten Bürgermeisterinnen und Bürgermeister europäischer Städte eine IASH-Basiserklärung, mit der die Stadtvertretenden ihre Mitgliedschaft in der IASH besiegelten. In der Folge kamen die Vertreterinnen und Vertreter der Mitgliedstädte sowie des zivilgesellschaftlichen Bündnisses wiederholt zu digitalen Austauschtreffen zusammen, um gemeinsame Aktivitäten zu besprechen.

## Basiserklärung
Die Basiserklärung der IASH, die es neben Deutsch auch auf Englisch, Französisch, Griechisch, Italienisch und Spanisch gibt, enthält neben einer Präambel fünf wesentliche Forderungen:
- Ein Recht auf Asyl und keine Transitzonen an den Außengrenzen, wozu diejenigen, die an den europäischen Küsten ankommen, so schnell wie möglich direkt in die Städte, Regionen und Länder gelangen müssen, die bereit sind, sie aufzunehmen.
- Direkte kommunale Aufnahme ermöglichen, indem Kommunen die Möglichkeit haben sollten, Aufnahmekontingente anzubieten, um an der Migrationspolitik beteiligt zu werden. Dies würde es willigen Kommunen ermöglichen, zusätzliche Aufnahmekapazitäten direkt den in den Grenzlagern gestrandeten Flüchtlingen anzubieten.
- Direkte EU-Finanzierung für Aufnahmekommunen, indem die europäischen Institutionen den hilfsbereiten Kommunen Zugang zu direkter finanzieller Unterstützung bieten, damit sie ihren humanitären Verpflichtungen nachkommen können.
- Solidarität stärken, indem diese nicht nur ausnahmsweise oder auf Freiwilligkeitsbasis gewährleistet wird, sondern die Europäische Union einen verpflichtenden Mechanismus etablieren soll, der für eine gerechte Lastenverteilung und Aufnahme von Geflüchteten in den EU-Mitgliedstaaten sorgt.
- Legale Einwanderungswege für eine pragmatische Einwanderungspolitik, die geregelte Asylverfahren und effektive Integrationsmaßnahmen voraussetzt.

## Mitgliedstädte
Mit Stand September 2023 sind 34 europäische Städte Teil der IASH. 33 dieser Städte unterzeichneten die Basiserklärung der IASH auf der Konferenz „From the Sea to the City“ in Palermo, während Berlin im Jahr 2022 beitrat: Amsterdam, Athen, Barcelona, Bergamo, Berlin, Braunschweig, Darmstadt, Dinslaken, Dormagen, Dortmund, Flensburg, Göttingen, Greifswald, Gütersloh, Heidelberg, Jülich, Kiel, Lampedusa, Leipzig, Mannheim, Marburg, Marseille, München, Münster, Northeim, Palermo, Potsdam, Pozzallo, Reggio Calabria, Rottenburg, Tirana, Trier, Villeurbanne, Würzburg.

## Zivilgesellschaftliches Bündnis
Das zivilgesellschaftliche Bündnis From the Sea to the City, das die IASH-Gründungskonferenz in Palermo gemeinsam mit Stadtvertretenden organisiert hatte, begleitet seither das Städtenetzwerk in seinen Aktivitäten. Mit Stand September 2023 gehören zum Konsortium von ‚From the Sea to the City’: Alarm-Phone, Emergency.it, European Alternatives, Europe Must Act, Fondazione Studio Rizoma, Berlin Governance Platform, Inter Alia, INURA, Sea-Watch, Mediterranea, Open Arms, Seebrücke, Tesseræ, w2eu.info, Zagreb – Grad Utočište.